# Hollie Webb
Hollie Webb (Belper, 19 september 1990) is een Engelse hockeyspeelster. In 2015 won Webb met de Engelse ploeg de Europese titel.
Webb won 2016 met de Britse hockeyploeg de gouden olympische medaille, door in de finale Nederland te verslaan na het nemen van shoot-outs.

## Erelijst

### Groot-Brittannië
- 2016 –  Olympische Spelen in Rio de Janeiro

### Engeland
- 2013 -  EK in Boom
- 2014 - 11e WK in Den Haag
- 2015 -  EK in Londen
- 2017 -  EK in Amstelveen
- 2018 - 6e WK in Londen